# Komisariat Straży Granicznej „Zakopane”

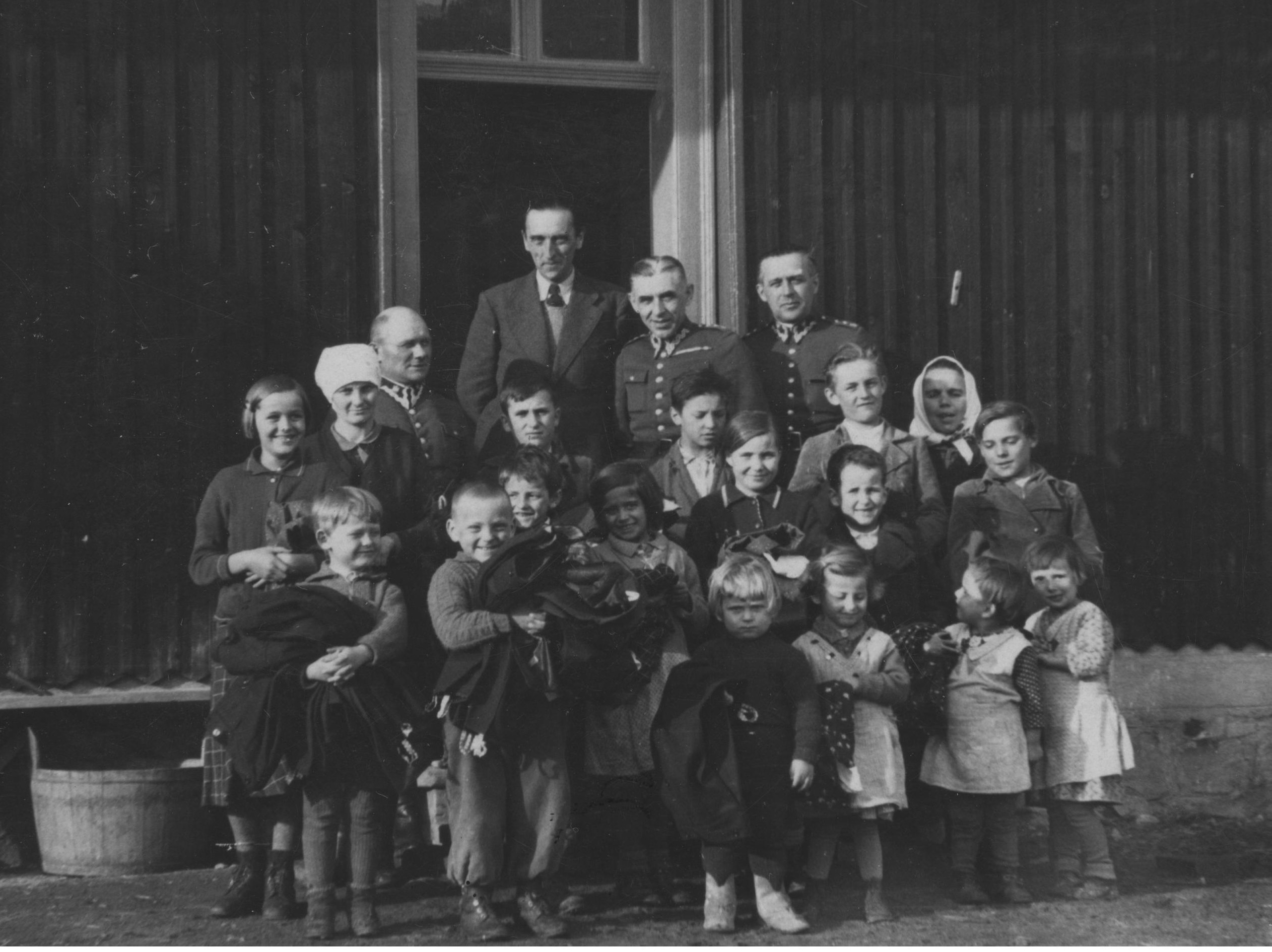
Dzieci w Podspadach obdarowane ubraniami przez OK SG w Nowym Targu. Widoczni także m.in. komisarze SG: Widecki i Roman Bogdanowicz.

Komisariat Straży Granicznej „Zakopane” – jednostka organizacyjna Straży Granicznej pełniąca służbę ochronną na granicy polsko-czechosłowackiej w latach 1928–1939.

## Geneza
Na wniosek Ministerstwa Skarbu, uchwałą z 10 marca 1920 roku, powołano do życia Straż Celną. Proces tworzenia Straży Celnej trwał do końca 1922 roku. 
Komisariat Straży Celnej „Zakopane”, wraz ze swoimi placówkami granicznymi, wszedł w podporządkowanie Inspektoratu Straży Celnej „Sącz”.
W drugiej połowie 1927 roku przystąpiono do gruntownej reorganizacji Straży Celnej. W praktyce skutkowało to rozwiązaniem tej formacji granicznej.
Rozkazem nr 5 z 16 maja 1928 roku w sprawie organizacji Małopolskiego Inspektoratu Okręgowego dowódca Straży Granicznej gen. bryg. Stefan Pasławski powołał komisariat Straży Granicznej „Zakopane”, który przejął ochronę granicy od rozwiązywanego komisariatu Straży Celnej.

## Formowanie i zmiany organizacyjne
Rozporządzeniem Prezydenta Rzeczypospolitej Polskiej Ignacego Mościckiego z 22 marca 1928 roku, do ochrony północnej, zachodniej i południowej granicy państwa, a w szczególności do ich ochrony celnej, powoływano z dniem 2 kwietnia 1928 roku  Straż Graniczną.
Rozkazem nr 5 z 16 maja 1928 roku w sprawie organizacji Małopolskiego Inspektoratu Okręgowego dowódca Straży Granicznej gen. bryg. Stefan Pasławski przydzielił komisariat „Zakopane” do Inspektoratu Granicznego nr 18 „Nowy Targ” i określił jego strukturę organizacyjną. 
Już 8 września 1828 dowódca Straży Granicznej rozkazem nr 6  w sprawie organizacji Małopolskiego Inspektoratu Okręgowego podpisanym w zastępstwie przez mjr. Wacława Szpilczyńskiego zmieniał organizację komisariatu i ustalał jego granice. 
Rozkazem nr 7 z 25 września 1929 roku w sprawie reorganizacji i zmian dyslokacji Małopolskiego Inspektoratu Okręgowego komendant Straży Granicznej płk Jan Jur-Gorzechowski określił numer i nową strukturę komisariatu. 
Rozkazem nr 3/31 zastępcy komendanta Straży Granicznej płk. Emila Czaplińskiego z 5 sierpnia 1931 roku przeniesiono placówkę SG „Łapszanka” do Grochołowic
Rozkazem nr 4 z 11 października 1932 roku w sprawach organizacji Małopolskiego Inspektoratu Okręgowego i niektórych inspektoratów granicznych', komendant Straży Granicznej płk Jan Jur-Gorzechowski przeniósł  placówkę II linii „Kościelisko” ze składu komisariatu „Czarny Dunajec” do komisariatu „Zakopane”. Tym samym rozkazem zniósł placówkę „Kuźnice”.
Rozkazem nr 2 z 24 sierpnia 1933 roku w sprawach zmian etatowych, przydziałów oraz utworzenia placówek', komendant Straży Granicznej płk Jan Jur-Gorzechowski nakazał utworzyć placówkę I linii „Dolina Chochołowska”.
Rozkazem nr 2 z 24 sierpnia 1933 roku w sprawach zmian etatowych, przydziałów oraz utworzenia placówek', komendant Straży Granicznej płk Jan Jur-Gorzechowski nakazał wyłączyć placówkę I linii „Dolina Chochołowska” ze składu komisariatu „Zakopane” i włączyć w skład komisariatu „Czarny Dunajec”.
Rozkazem nr 2 z 29 kwietnia 1936 roku  w sprawie etatu osobowego CSSG, komendant Straży Granicznej płk Jan Gorzechowski  przeniósł placówkę I linii „Hala Gąsienicowa” do Jaszczurówki.
Rozkazem nr 3 z 31 grudnia 1938 roku w sprawach reorganizacji jednostek na terenach Śląskiego, Zachodniomałopolskiego i Wschodniomałopolskiego okręgów Straży Granicznej, a także utworzenia nowych komisariatów i placówek, komendant Straży Granicznej płk Jan Gorzechowski, działając na podstawie upoważnienia Ministra Skarbu z 14 października 1938 roku, przydzielił placówki: „Grochołowice” i „Jurgów” do komisariatu „Łapsze Niżne”. Utworzył placówkę I linii „Podspady”.

## Służba graniczna
Sąsiednie komisariaty:
- komisariat Straży Granicznej „Czarny Dunajec” ⇔ komisariat Straży Granicznej „Krościenko” − 1928

## Funkcjonariusze komisariatu
| Kierownicy/komendanci komisariatu | Kierownicy/komendanci komisariatu | Kierownicy/komendanci komisariatu | Kierownicy/komendanci komisariatu |
| stopień                           | imię i nazwisko                   | okres pełnienia służby            | kolejne stanowisko                |
| --------------------------------- | --------------------------------- | --------------------------------- | --------------------------------- |
| komisarz                          | Artur Bielecki                    | 1 VII 1928 – 25 XI 1928           |                                   |
| podkomisarz                       | Roman Bogdanowicz                 | 18 II 1938 –                      |                                   |
|                                   |                                   |                                   |                                   |
| Zastępcy komendanta komisariatu   |                                   |                                   |                                   |
| starszy strażnik                  | Józef Zieliński                   | 1 V 1939 –                        |                                   |

## Struktura organizacyjna

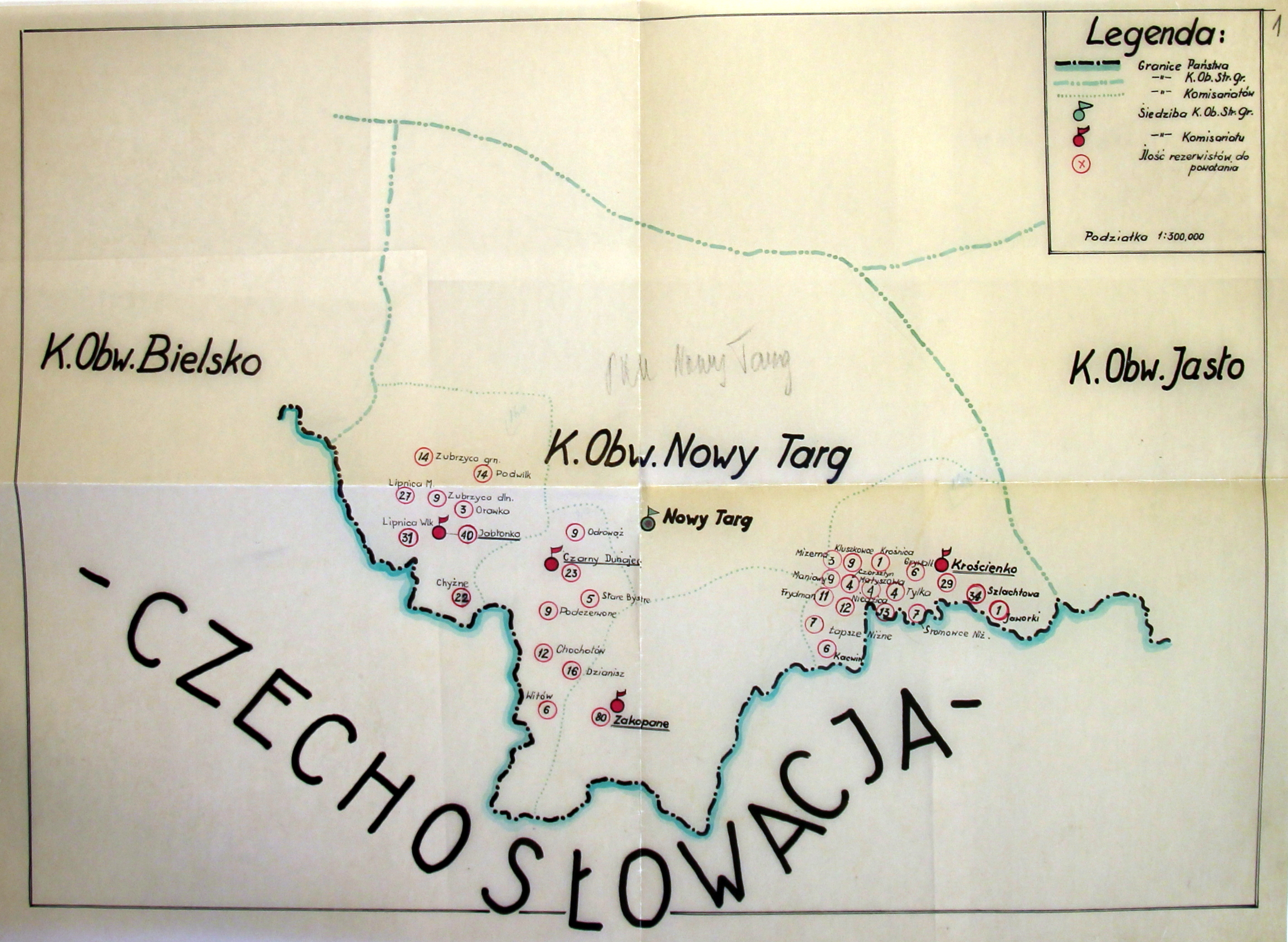
Szkic Obwodu SG „Nowy Targ”

Organizacja komisariatu w maju 1928:
- komenda − Zakopane
- placówka Straży Granicznej I linii „Kościelisko”
- placówka Straży Granicznej I linii „Jaszczurówka”
- placówka Straży Granicznej I linii „Jurgów”
- placówka Straży Granicznej II linii „Nowy Targ”
- placówka Straży Granicznej II linii „Zakopane”

Organizacja komisariatu we wrześniu 1928:
- placówka Straży Granicznej I linii „Kościelisko”
- placówka Straży Granicznej I linii „Kuźnice”
- placówka Straży Granicznej I linii „Łysa Polana”
- placówka Straży Granicznej I linii „Jurgów”
- placówka Straży Granicznej II linii „Zakopane”
- placówka Straży Granicznej II linii „Nowy Targ”

Organizacja komisariatu we wrześniu 1929, w 1931, :
- 3/18 komenda − Zakopane
- placówka Straży Granicznej I linii „Kuźnice” → zniesiona w 1932
- placówka Straży Granicznej I linii „Hala Gąsienicowa”
- placówka Straży Granicznej I linii „Łysa Polana”
- placówka Straży Granicznej I linii „Jurgów”
- placówka Straży Granicznej I linii „Łapszanka” → w 1931 przeniesiona do Grochołowic
- placówka Straży Granicznej II linii „Zakopane”

Organizacja komisariatu w 1935:
- komenda − Zakopane
- placówka Straży Granicznej I linii „Hala Gąsienicowa” → w 1936 przeniesiona do Jaszczurówki
- placówka Straży Granicznej I linii „Łysa Polana”
- placówka Straży Granicznej I linii „Jurgów” → w 1938 przeniesiona do komisariatu „Łapsze Niżne”
- placówka Straży Granicznej I linii „Grochołowce” → w 1938 wróciła do Łapszanki
- placówka Straży Granicznej II linii „Zakopane”

Organizacja komisariatu w grudniu 1938:
- komenda − Zakopane
- placówka Straży Granicznej I linii „Bystre”
- placówka Straży Granicznej I linii „Łysa Polana”
- placówka Straży Granicznej I linii „Podspady”
- placówka Straży Granicznej I linii „Jurgów” ← w 1938 przeniesiona z komisariatu „Łapsze Niżne”
- placówka Straży Granicznej II linii „Zakopane”